# Мариуш Шчигел
Ма̀риуш Адам Шчѝгел (на полски: Mariusz Adam Szczygieł) е полски журналист и писател.

## Биография
Роден е на 5 септември 1966 г. в Злотория, Силезия. През 1985 г. завършва икономическия лицей „Стефан Жеромски“ в Легница. Започва да публикува от 16-годишна възраст. Завършва Варшавския университет (2000). През 1990 – 1996 г. пише репортажи за Газета Виборча (на полски: Gazeta Wyborcza). През 1995 – 2001 г. заедно с Витолд Ожеховски е автор и водещ на публицистичното телевизионно предаване „По всякакви теми“ по TV Polsat. От 2002 г. е редактор в Газета Виборча.
През 2014 г. президентът на Република Полша Бронислав Коморовски го награждава с Орден на Възраждане на Полша.

## Отличия и награди
- 1993 – Награда на Асоциацията на полските журналисти
- 1996 – Награда „Kryształowe Zwierciadło“
- 1997 – Награда за най-добро токшоу на TV Polsat
- 2000 – Award of the Polish Primate
- 2004 – Награда „Мелхиор“
- 2007 – Награда „Беата Павляк“
- 2007 – Награда „Нике“ – избор на публиката за „Готланд“
- 2009 – Prix Amphi в Лил
- 2009 – Европейската литературна награда за „Готланд“